# Beauficel
Beauficel – miejscowość i gmina we Francji, w regionie Normandia, w departamencie Manche.
Według danych na rok 1990 gminę zamieszkiwało 175 osób, a gęstość zaludnienia wynosiła 19 osób/km² (wśród 1815 gmin Dolnej Normandii Beauficel plasuje się na 711. miejscu pod względem liczby ludności, natomiast pod względem powierzchni na miejscu 560.).